# Ferrocarril en Birmania

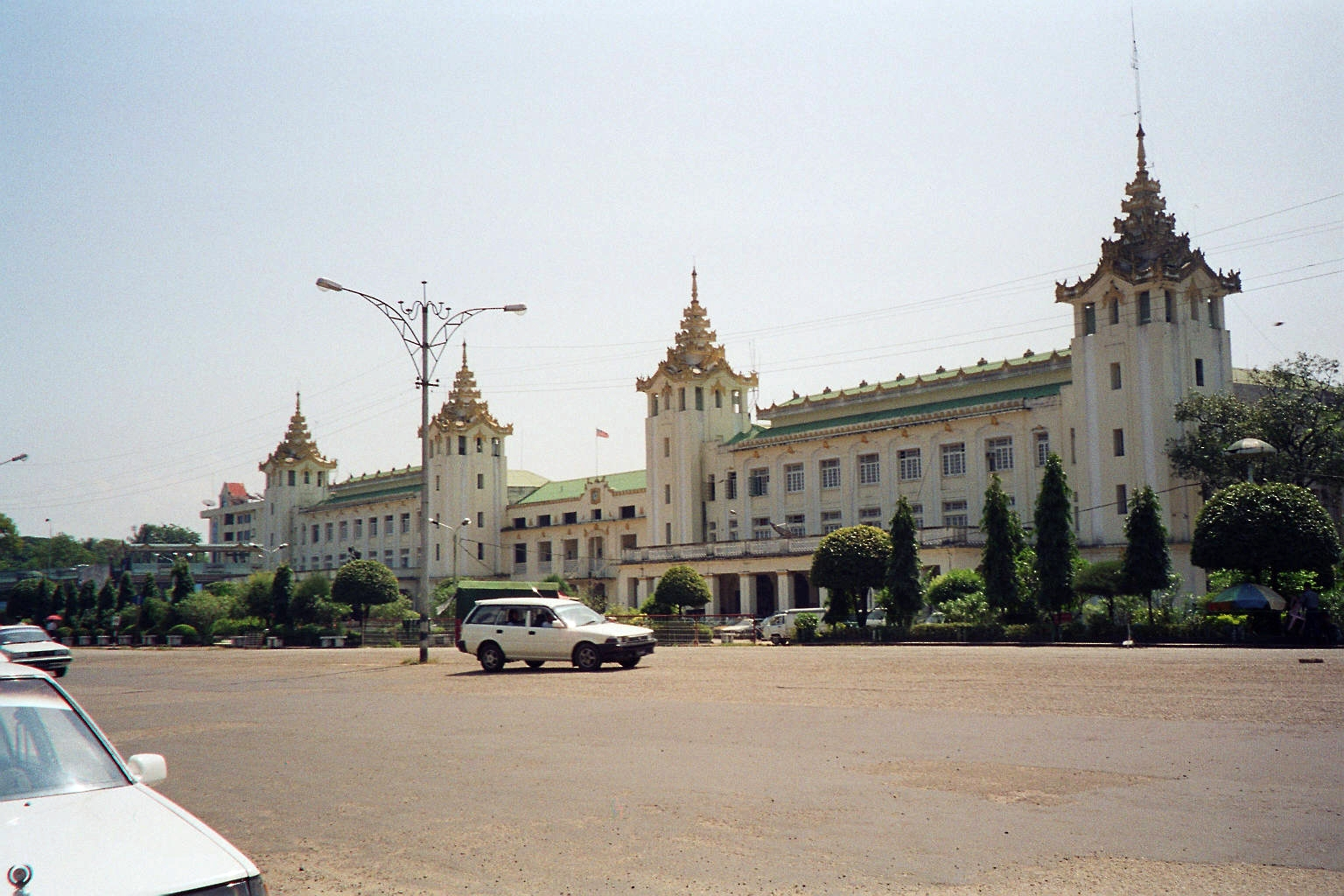
Estación central de ferrocarril de Rangún.

El transporte ferroviario en Birmania (o Myanmar) consta de una red de ferrocarril de 10.296,01 km con 1.225 estaciones. La red, que se extiende generalmente de norte a sur con ramales hacia el este y el oeste, es la segunda más grande del sudeste asiático, [cita requerida] e incluye el ferrocarril circular de Yangon, que sirve como ferrocarril de cercanías para Yangon, la principal ciudad comercial de Myanmar. La calidad de la infraestructura ferroviaria es, en general, deficiente. Las vías están en mal estado y no son transitables durante la temporada de monzones. La velocidad de los trenes de mercancías está muy restringida en todos los enlaces existentes como consecuencia del mal estado de las vías y los puentes. La velocidad máxima de los trenes de mercancías se ha cifrado en 24 km/h, lo que sugiere que la velocidad comercial en este tramo podría ser de 12-14 km/h.
La red está gestionada por Myanma Railways (en birmano: မြန်မာ့ မီးရထား, pronunciado [mjəma̰ míjətʰá]; también se escribe Myanmar Railways; antes Burma Railways), una empresa ferroviaria estatal dependiente del Ministerio de Transporte Ferroviario. En el año fiscal 2013-14, Myanmar Railways transportó unos 60 millones de pasajeros (35 millones en el ferrocarril circular y 25 millones de viajeros interurbanos) y 2,5 millones de toneladas métricas de carga. Su material rodante estaba compuesto por 384 locomotoras, 1.600 vagones de pasajeros y 3.600 vagones de mercancías.
La red ha aumentado constantemente en las dos últimas décadas, pasando de casi 5.500 kilómetros en 1988 a 10.296,01 kilómetros en 2010. Actualmente, los Ferrocarriles de Myanmar están llevando a cabo un ambicioso programa de expansión que añadirá otros 3.645 km a su red, con lo que ésta se extenderá hasta los 13.941 km, incluyendo extensiones a Myeik en el sur, Kyaingtong en el este y Sittwe en el oeste.

## Historia
El transporte ferroviario se introdujo por primera vez en Myanmar en mayo de 1877 con la inauguración de la línea de Yangon a Prome, de 262 km, por el Ferrocarril Estatal del Valle del Irrawaddy, cuando la Baja Birmania era una colonia británica. Como es habitual en los ferrocarriles coloniales británicos, se construyó con un ancho de vía de 1.000 mm. El desarrollo posterior se hizo con el mismo ancho de vía, aunque el Ferrocarril de las Minas de Birmania, de 80 km, inaugurado en 1906, funcionaba con un ancho de vía distinto, de 610 mm. En 1884, una nueva compañía, The Sittang Valley State Railway, inauguró una línea de 267 km a lo largo del río Sittaung desde Yangon hasta la ciudad de Taungoo pasando por Bago. Después de la anexión de la Alta Birmania tras la tercera guerra anglo-birmana de 1885, la línea de Taungoo se amplió hasta Mandalay en 1889. Tras la inauguración de este tramo, se formó el Ferrocarril Estatal del Valle de Mu y se inició la construcción de una línea ferroviaria desde Sagaing hasta Myitkyina que conectó Mandalay con Shwebo en 1891, con Wuntho en 1893, con Katha en 1895 y con Myitkyina en 1898. Las extensiones hacia el sur de Myanmar comenzaron en 1907 con la construcción de la línea Bago-Mottama. Los pasajeros tenían que tomar un transbordador sobre el río Salween hasta Mawlamyaing.
En 1896, antes de la finalización de la línea a Myitkyina, las tres compañías se fusionaron en la Burma Railway Company como empresa pública de propiedad estatal. En 1928, el ferrocarril pasó a llamarse Burma Railways y, en 1989, con el cambio de nombre del país, se convirtió en Myanma Railways.
La invasión japonesa durante la Segunda Guerra Mundial causó un daño considerable a la red ferroviaria. En 1942, el país contaba con 3.313 km (ruta-km) de vías de ancho métrico, pero los japoneses eliminaron unos 480 km y, al final de la guerra, sólo estaban operativos 1.085 km (ruta-km) en cuatro tramos aislados. Los japoneses también fueron responsables de la construcción del Ferrocarril Tailandia-Birmania, también conocido como el Ferrocarril de la Muerte, utilizando la mano de obra de los prisioneros de guerra aliados, muchos de los cuales murieron en el intento. El enlace del "Ferrocarril de la Muerte" con Tailandia cayó en desuso después de la guerra y el tramo de esta línea en Birmania se cerró definitivamente.
Los intentos de reconstrucción de la red comenzaron en la década de 1950, tras la independencia de Birmania. En 1961 la red se extendía hasta los 3.020 km, y luego se mantuvo constante hasta la inauguración de una línea de 36 km entre Kyaukpadaung y Kyini en octubre de 1970. En 1988, había 487 estaciones de ferrocarril operativas en una red de 3.162 km. Desde su llegada al poder en 1988, el gobierno militar emprendió un programa de construcción de ferrocarriles y, en el año 2000, la red había crecido hasta los 5.068 km (km de vía) divididos en 11 divisiones operativas. Entre 1994 y 1998 se completó el ferrocarril Ye-Dawei (Tavoy), de 160 km, en la Myanmar peninsular. Con la construcción del puente de carretera/ferrocarril de 250 m sobre el río Ye en 2003 y el puente de Thanlwin de 2,4 km en 2008, el sur de la península quedó totalmente integrado en la red ferroviaria de Myanmar. También en 2008/9, la ruta del valle del Ayeyawady se extendió hacia el norte por la orilla occidental del río hacia Pakokku, en el extremo norte del país. En marzo de 2008 se inauguró el tramo Kyangin-Okshippin (Padang), de 60 km, y en marzo de 2009 el tramo Okshippin-Kamma, de 56 km.
En 2016 se inauguró una ruta de tranvía en Yangon, en una antigua ruta ferroviaria de carga pesada que atraviesa las calles de la ciudad. El material rodante es un tren de tres vagones adquirido de segunda mano en Hiroshima (Japón); es el primero de 1.435 mm (4 pies 8+1⁄2 pulgadas) de ancho estándar, y se añadió un tercer carril a la línea para acomodarlo.

## Líneas
Hay 960 estaciones de ferrocarril activas en Myanmar, con la Central de Yangon y la Central de Mandalay como anclas gemelas de la red. Recientemente, el servicio ferroviario se ha extendido a lo largo de la costa de Taninthayi hasta el estado de Mon y la región de Tanintharyi, con la estación de Mawlamyine como centro del sur. Las líneas ferroviarias discurren generalmente de norte a sur con ramificaciones hacia el este y el oeste. La mayoría de las rutas son de vía única, aunque gran parte de las rutas Yangon-Pyay y Yangon-Mandalay son de doble vía.
La red ferroviaria de Myanmar se divide en tres grandes grupos de líneas, las del Alto Myanmar, las del Bajo Myanmar y el Ferrocarril Circular de Yangon, que sirve de ferrocarril de cercanías de Yangon.

### Líneas ferroviarias en el Bajo Myanmar
| Línea                | Ruta                                                         | Longitud                  | Notas                                       |
| -------------------- | ------------------------------------------------------------ | ------------------------- | ------------------------------------------- |
| Yangon-Mandalay      | Yangon-Bago-Toungoo-Naypyidaw-Thazi-Mandalay                 | 620 kilómetros (385,3 mi) | Los trenes exprés se saltan Bago.           |
| Yangon-Mawlamyine    | Yangon-Bago-Theinzayat-Kyaikhto-Thaton-Mottama-Mawlamyine    | 296 kilómetros (183,9 mi) |                                             |
| Yangon-Bagan         | Yangon-Taungoo-Leway-Taungdwingyi-Kyaukpadaung-Bagan         | 625 kilómetros (388,4 mi) |                                             |
| Yangon-Pakokku       | Yangon-Taungoo-Leway-Taungdwingyi-Kyaukpadaung-Bagan-Pakokku | 652 kilómetros (405,1 mi) |                                             |
| Yangon-Aunglan-Bagan | Yangon-Letbadan-Paungde-Aunglan-Kyaukpadaung-Bagan           | 676 kilómetros (420 mi)   |                                             |
| Yangon-Pyay          | Yangon-Pyay                                                  | 259 kilómetros (160,9 mi) |                                             |
| Línea de Tanintharyi | Mawlamyine-Ye-Dawei                                          | 339 kilómetros (210,6 mi) | Se está construyendo una extensión a Myeik. |

### Líneas ferroviarias en el Alto Myanmar

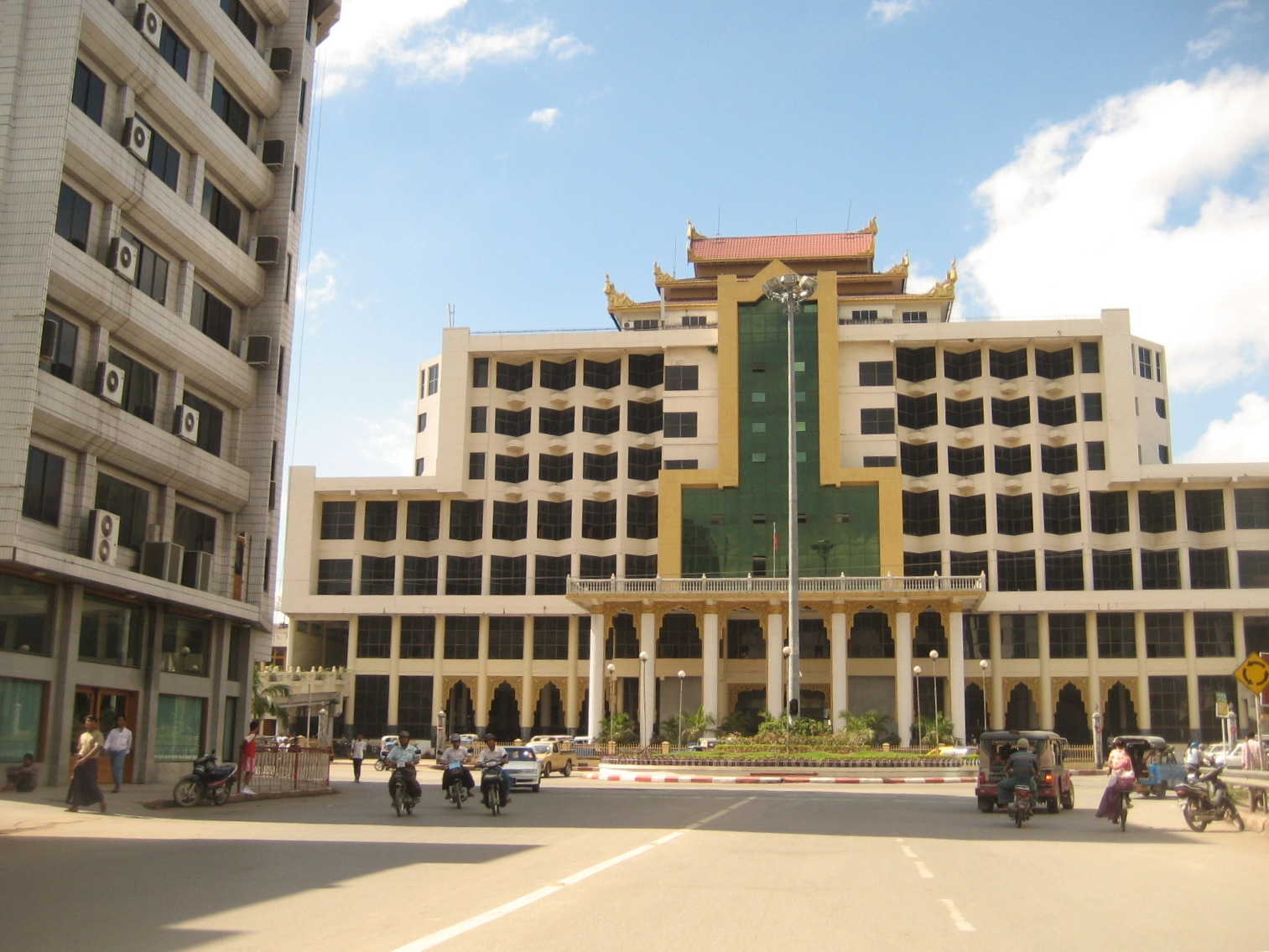
Mandalay Central

| Línea                       | Ruta                                         | Longitud                  |
| --------------------------- | -------------------------------------------- | ------------------------- |
| Mandalay-Myitkyina          | Mandalay-Sagaing-Shwebo-Myitkyina            | 361 kilómetros (224,3 mi) |
| Northern Shan State Railway | Mandalay-Pyinoolwin-Kyaukme-Hsipaw-Lashio    | 441 kilómetros (274 mi)   |
| Mandalay-Thazi              | Mandalay-Thedaw-Dahuttaw-Hanza-Ywapale-Thazi | 500 kilómetros (310,7 mi) |
| Monywa-Pakkoku              | Monywa-Khinnu-Mandalay-Pakkoku               | 729 kilómetros (453 mi)   |

### Ferrocarril circular de Yangon
El ferrocarril circular de Yangon es un sistema de bucle de 81 kilómetros y 39 estaciones que conecta el centro de Yangon, las ciudades satélite y las zonas suburbanas. Alrededor de 150.000 personas utilizan los aproximadamente 300 trenes que recorren el bucle a diario.

### Propuesta de tránsito rápido
El sistema de transporte rápido urbano de Yangon tiene previsto iniciar la construcción de la línea este-oeste desde Hlaing Thayar, en el oeste, hasta Parami, en el este, en 2022, para completarla en 2027. Esta línea se ampliará hacia el este hasta la estación de Togyaung Galay en la línea ferroviaria interurbana Yangon-Bago.

### Líneas en construcción
Las siguientes cuatro líneas están actualmente en construcción:
1. Kyaukyi-Sinkhan-Bamow con una distancia de 94,87 millas (152,68 km) como parte del proyecto ferroviario Katha-Bamow para permitir que los pasajeros y la carga lleguen a Bamow por vía férrea en lugar de por el servicio de flotilla Irrawaddy. Hasta ahora, el tramo abierto es de 37,06 millas (59,64 km), mientras que el otro de 57,81 millas (93,04 km) sigue en construcción. El tramo en construcción es el del puente Kyaukkyi sobre el puente Ayarwaddy en Sinkhan-Bamaw (57,81 millas (93,04 km)). La construcción se inició el 16 de mayo de 2007 y se espera terminar el proyecto en 2018-2019. Los tramos abiertos son:
  1. Katha-Moetagyi (16,68 millas (26,84 km)): la construcción comenzó el 16 de mayo de 2007 y se inauguró el 20 de mayo de 2010
  2. Moetagyi-Kyaukkyi (32,80 km): se empezó a construir el 16 de mayo de 2007 y se inauguró el 7 de febrero de 2014
2. Natmouk- KanPyar con una distancia de 94,71 millas (152,42 km) como parte del proyecto ferroviario Pyawbwe-Natmouk-Magwe. Hasta ahora, el tramo abierto es de 104,96 km, mientras que los otros 47,46 km están aún en construcción, siendo Kanbya-Natmauk. La construcción comenzó el 10 de noviembre de 2008 y se espera que finalice en 2017-2018. Los tramos abiertos son:
  1. Magwe-Kanbya (12,36 km): construcción iniciada el 10 de noviembre de 2008, inaugurada el 19 de diciembre de 2009
  2. Pyawbwe(Yan Aung) - Ywadaw (22,12 millas (35,60 km)): construcción iniciada el 10 de noviembre de 2008, inaugurada el 16 de enero de 2010
  3. Ywadaw-Natmauk (35,42 millas (57,00 km)): construcción iniciada el 10 de noviembre de 2008, inaugurada el 16 de marzo de 2013
3. Yechanbyin - Kwantaung - Kyaukhtu (Kyauk Taw) - Ann - Minbu con una distancia de 257,00 millas (413,60 km) como parte del proyecto ferroviario Minbu-Ann-Sittway para permitir la conexión con el Puerto de Sittway. Hasta ahora, el tramo abierto es de 54,00 millas (86,90 km), mientras que el otro de 203,00 millas (326,70 km) sigue en construcción, siendo uno de ellos Yechanbyin-Pardaleik (5,81 millas (9,35 km)). La construcción comenzó el 15 de febrero de 2009. Los otros tramos que están a la espera del presupuesto y la firma del contrato son Pardaleik-Kwan Taung (6,73 km) y Kyaukhtu-Ann-Minbu (310,62 km), con la esperanza de terminar el proyecto en 2021-2022. El ferrocarril Sittwe-Kyaukthu-Zorinpui forma parte del proyecto de transporte multimodal India-Myanmar Kaladan. Desde Minbu se conectará con el ferrocarril de alta velocidad Puerto de Kyaukpyu-Minbu-Kunming, de 1.215 km de longitud, proyectado por China.[11] Los tramos inaugurados son:
  1. Sittwe-Yechanbyin (11,46 millas (18,44 km)): construcción iniciada el 15 de febrero de 2009, inaugurada el 19 de mayo de 2009
  2. Kwan Taung- Ponnagyun-Yotayouk (22,72 millas (36,56 km)): la construcción comenzó el 15 de febrero de 2009 y se inauguró el 15 de mayo de 2010
  3. Yotayouk-Kyaukhtu (19,28 millas (31,03 km)): construcción iniciada el 16 de mayo de 2010, inaugurada el 11 de abril de 2011
4. Einme-Nyaundong con una distancia de 96,51 millas (155,32 km) como parte de Pathein(Begayet) - Einme - Nyaundong Yangon (Hlaing Thayar) para permitir la conexión entre Yangon con el puerto de Pathein. El tramo en construcción es Einme-Nyaungdong-Hlaingthayar (75,76 millas (121,92 km)). La construcción comenzó el 1 de diciembre de 2009 y se espera que esté terminada en 2017 - 2018. Hasta ahora, el tramo abierto es de 61,09 millas (98,31 km), mientras que el otro de 35,42 millas (57,00 km) sigue en construcción. Los tramos abiertos son:
  1. Pathein (Begayet)-Einme (20,75 millas (33,39 km)): la construcción comenzó el 1 de diciembre de 2009 y se inauguró el 20 de marzo de 2011

## Material rodante

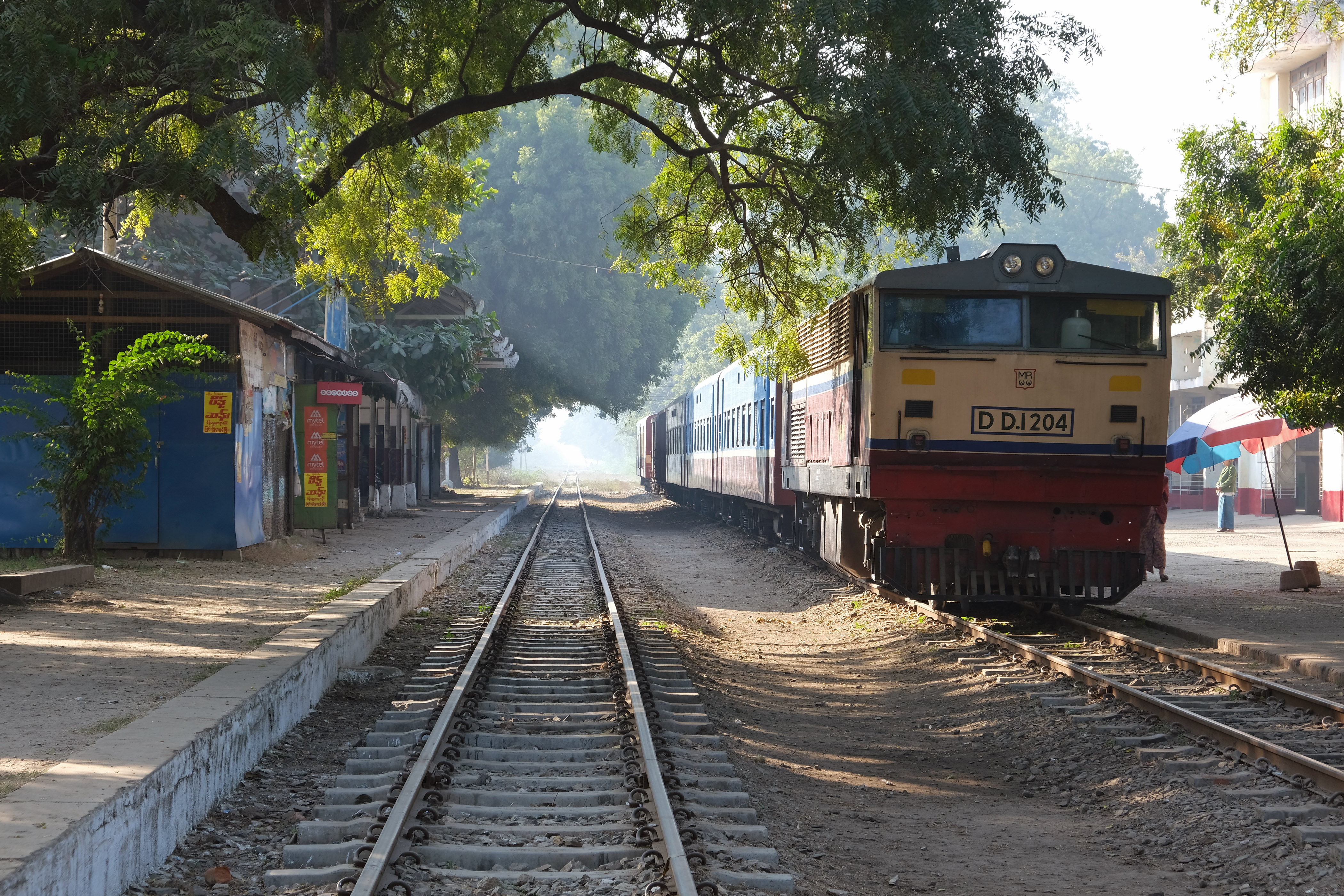
Los trenes son relativamente lentos en Myanmar. El viaje en tren de Bagan a Mandalay dura unas 7,5 horas (179 km).

En 2005, el Japan Railways Group y otras empresas ferroviarias japonesas de propiedad privada donaron material rodante a los Ferrocarriles de Myanmar, incluidos antiguos DMU de la era JNR, vagones y coches de pasajeros. China donó 130 unidades de vagones de ancho de vía en 2006 y otras 225 en 2009. A principios de 2011, los Ferrocarriles de Myanmar operaban 389 locomotoras y 4.673 vagones.

### Locomotoras
En 1999, los Ferrocarriles de Myanmar contaban con 201 locomotoras diésel, y otras 88 estaban encargadas. Hasta 1987, los principales proveedores eran Alstom, Krupp y varias empresas japonesas, pero desde entonces los pedidos se hacen a China debido a la falta de acceso de Myanmar a las divisas. En 2004, los Ferrocarriles de Myanmar contaban con unas 40 locomotoras de vapor alimentadas por petróleo, de las cuales una docena eran utilizables y se empleaban ocasionalmente en trenes de mercancías, de pasajeros locales y turísticos. Se realizan hasta tres reparaciones pesadas al año con piezas de fabricación local. Entre 1988 y 2009, el ferrocarril importó 96 locomotoras diésel, 55 de China y 41 de la India y, en diciembre de 2009, contaba con un total de 319 locomotoras. En octubre de 2010, el ferrocarril adquirió 30 locomotoras más de China.
En 2014, Myanma Railway adquirió un conjunto de trenes Hokutosei de Japón tras la retirada del servicio de trenes azules de Hokutosei para preparar la apertura del Shinkansen de Hokkaido, que se inauguró en 2016. La locomotora adquirida fue la antigua locomotora diésel DD51 junto con los antiguos trenes azules que antes operaba JR Hokkaido.
En marzo de 2018, la India entregó 18 locomotoras diésel-eléctricas a Myanmar en el marco de una línea de crédito india. Estas 18 locomotoras estaban equipadas con el sistema basado en el control por microprocesador. Se habían personalizado locomotoras diésel de línea principal de 1350 HP AC/DC con una velocidad máxima de 100 km/h para los Ferrocarriles de Myanmar. Por parte de la India, RITES Ltd., una empresa gubernamental india, ha sido un socio principal de los Ferrocarriles de Myanmar y participó en el suministro de estas 18 locomotoras.
En septiembre de 2021 DF8B Myanmar Train CRRC Railway Qishuyan Locomotives Myanmar Train Export Yangon.

### Coches
En 1999, Myanma Railways disponía de 868 vagones, con otros 463 en pedido. Sin embargo, muchos ramales sólo cuentan con vías permanentes de construcción ligera, y en estas rutas el tráfico está en manos de una flota de más de 50 trenes-bus ligeros construidos a partir de piezas de camiones en los talleres de MR. Estos trenes son propulsados por sus ruedas de goma y suelen transportar tres pequeños vagones de cuatro ruedas convertidos en vagones de mercancías. Las pequeñas plataformas giratorias se utilizan para hacer girar los ferrobuses en las terminales.

### Vagones
En 1999 había 5.187 vagones de mercancías, con 1.188 por entregar. La mayoría de los trenes de mercancías de las líneas sin pendientes importantes circulan sin frenos de tren, ya que la mayoría de los vagones útiles han sido canibalizados y ahora carecen de mangueras de vacío. Los trenes de mercancías de hasta 600 toneladas son frenados únicamente por la locomotora y circulan a una velocidad máxima de 32 km/h (19,9 mph). Si el tren es especialmente pesado, los vagones de la parte delantera llevan mangueras durante todo el trayecto. En los tramos de pendiente pronunciada, todos los vagones irán frenados.

## Enlaces ferroviarios con países adyacentes
Aparte del ferrocarril Tailandia-Birmania, el país nunca ha tenido enlaces internacionales. Sin embargo:
- Ferrocarril China-Myanmar-Tailandia a Dawei: En 2010 y 2011 se propusieron líneas internacionales de ancho estándar de 1.435 mm hacia el norte, en dirección a China, y hacia el este, en dirección a Tailandia, desde un nuevo puerto y zona industrial en Dawei.[19][20]
- Ferrocarril China-Myanmar de Yangôn a Kunming: Existen planes provisionales para construir un ferrocarril transfronterizo de 1.920 km (con 1.435 mm de ancho estándar) desde Yangôn a Kunming en China.[21]
- Ferrocarril India-Vietnam vía Myanmar-Tailandia-Camboya: El 9 de abril de 2010, el Gobierno de la India anunció que está estudiando la posibilidad de establecer un enlace entre Manipur y Vietnam a través de Myanmar, aunque para ello sería necesario un cambio de ancho de 1.435 mm (Birmania) / 1.676 mm (India).[22] La India también propuso que estos dos enlaces propuestos se conectaran, permitiendo que los trenes de Delhi a Kunming pasaran por Myanmar, pero requiriendo un cambio de ancho de vía de 1.435 mm en Birmania a 1.676 mm en la India.[23]
- Proyecto de transporte multimodal India-Sittwe Kaladan: Sittwe-Kyaukhtu(Kyauk Taw)-Zochachhuah/Hmawngbuchhuah- Sairang con una distancia de 665 kilómetros como parte del proyecto de transporte multimodal India-Myanmar Kaladan. Ya existen 90 km de ferrocarril Sittwe-Kyaukhtu en Myanmar, 200 km de ferrocarril Kyaukhtu-Zorinpui en Myanmar están planificados pero aún no se han estudiado, y 375 km de ferrocarril Zochawchhuah(Zorinpui)-Sairang en la India se están estudiando desde agosto de 2017.

### Resumen
Los enlaces ferroviarios internacionales propuestos son:
- Mismo ancho de vía 1.435 mm de ancho estándar
  - China
  - Tailandia
- Rotura de ancho 1.435 mm/1.676 mm
  - India
  - Bangladés